# Waldoboro
Waldoboro ist eine Town im Lincoln County des Bundesstaates Maine in den Vereinigten Staaten. Im Jahr 2020 lebten dort 5154 Einwohner in 2646 Haushalten auf einer Fläche von 204,25 km².

## Geografie
Nach dem United States Census Bureau hat Waldoboro eine Gesamtfläche von 204,25 km², von der 185,18 km² Land sind und 19,06 km² aus Gewässern bestehen.

### Geografische Lage
Waldoboro liegt im Osten des Lincoln Countys und grenzt an das Knox County. Im Süden grenzt die Muscongus Bay des Atlantischen Ozeans an. Im Norden des Gebietes befindet sich der Medomak Pond, im Osten der Sidensparker Pond und im Westen der Duckpuddle Pond. Durch die Town fließt der Medomac River, der in den Atlantischen Ozean mündet. Die Oberfläche ist eben, ohne nennenswerte Erhebungen.

### Nachbargemeinden
Alle Entfernungen sind als Luftlinien zwischen den offiziellen Koordinaten der Orte aus der Volkszählung 2010 angegeben.
- Norden: Washington, Knox County, 5,5 km
- Nordosten: Union, Knox County, 11,7 km
- Osten: Warren, Knox County, 15,6 km
- Südosten: Friendship, Knox County, 7,8 km
- Süden: Bremen, 16,3 km
- Westen: Nobleboro, 8,3 km
- Nordwesten: Jefferson, 11,9 km

### Stadtgliederung
In Waldoboro gibt es mehrere Siedlungsgebiete: Allens, Benner Corner, Bogues Corner, Davis Corner, Dutch Neck, Eugley Corner, Feylers Corner, Flanders Corner, Kalers Corner, Manks Corner, North Waldoboro, Orffs Corner, South Waldoboro, Sprague Corner, Waldoboro, West Waldoboro und Winslows Mills.

### Klima
Die mittlere Durchschnittstemperatur in Waldoboro liegt zwischen −6,8 °C (20 °Fahrenheit) im Januar und 20,6 °C (69 °Fahrenheit) im Juli. Damit ist der Ort gegenüber dem langjährigen Mittel der USA um etwa 6 Grad kühler. Die Schneefälle zwischen Oktober und Mai liegen mit bis zu zweieinhalb Metern mehr als doppelt so hoch wie die mittlere Schneehöhe in den USA; die tägliche Sonnenscheindauer liegt am unteren Rand des Wertespektrums der USA.

## Geschichte
Waldoboro gehörte zum Waldo Patent, einem Grant, der auf dem Muscungus-Patent von 1629 beruhte und später im Besitz von Samuel Waldo war. Die ersten Siedler, die durch Samuel Waldo angeworben worden waren, stammten aus Schottland, Irland und Deutschland und erreichten das Gebiet zwischen 1733 und 1740. Die Siedlung hatte keinen langen Bestand, sie wurde kurze Zeit später von Indianern angegriffen, die Häuser zerstört und die Bewohner erschlagen oder verschleppt. Nach dem Frieden von Aachen im Jahr 1748 wurde das Gebiet erneut besiedelt. Waldo reiste nach Deutschland und brachte 1500 Siedler mit nach Maine. Ein großer Teil davon siedelte sich auf der Westseite der Broad Bay an. Um 1763–64 wurden die Ländereien auf dieser Seite von Drowne unter dem Pemaquid Patent und dem Musciongu Patent beansprucht. Die Siedler waren daher verpflichtet, von Drowne das Land zu kaufen, das damals von Waldo abgetreten worden war. Nachdem sie diese Forderung erfüllt hatten, wurde ein weiterer Anspruch durch Brown auf das Gebiet gestellt. Etwa 300 Siedler verließen daraufhin die Gegend und wanderten nach South Carolina aus. Eine Siedlung von 80 Familien jedoch entstand auf dem Gebiet, welches nach Samuel Waldo Waldoboro benannt wurde.
Das erste Kind, welches in Waldoboro, zu der Zeit noch Broad Bay Plantation, zur Welt kam, war im Jahr 1749 Conrad Heyer. Er diente im Amerikanischen Unabhängigkeitskrieg und starb 1856 im Alter von 106 Jahren.
Waldoboro wurde am 29. Juni 1773 in der ursprünglichen Schreibweise Waldoborough als Town organisiert und wurde 1786 Shire Town des Lincoln Countys. Dies blieb Waldoboro bis zum Jahr 1880, als der County Seat nach Wiscasset verlegt wurde.

### Einwohnerentwicklung
| Volkszählungsergebnisse – Town of Waldoboro, Maine | Volkszählungsergebnisse – Town of Waldoboro, Maine | Volkszählungsergebnisse – Town of Waldoboro, Maine | Volkszählungsergebnisse – Town of Waldoboro, Maine | Volkszählungsergebnisse – Town of Waldoboro, Maine | Volkszählungsergebnisse – Town of Waldoboro, Maine | Volkszählungsergebnisse – Town of Waldoboro, Maine | Volkszählungsergebnisse – Town of Waldoboro, Maine | Volkszählungsergebnisse – Town of Waldoboro, Maine | Volkszählungsergebnisse – Town of Waldoboro, Maine | Volkszählungsergebnisse – Town of Waldoboro, Maine |
| Jahr                                               | 1700                                               | 1710                                               | 1720                                               | 1730                                               | 1740                                               | 1750                                               | 1760                                               | 1770                                               | 1780                                               | 1790                                               |
| -------------------------------------------------- | -------------------------------------------------- | -------------------------------------------------- | -------------------------------------------------- | -------------------------------------------------- | -------------------------------------------------- | -------------------------------------------------- | -------------------------------------------------- | -------------------------------------------------- | -------------------------------------------------- | -------------------------------------------------- |
| Einwohner                                          |                                                    |                                                    |                                                    |                                                    |                                                    |                                                    |                                                    |                                                    |                                                    | 1717                                               |
| Jahr                                               | 1800                                               | 1810                                               | 1820                                               | 1830                                               | 1840                                               | 1850                                               | 1860                                               | 1870                                               | 1880                                               | 1890                                               |
| Einwohner                                          | 1511                                               | 2160                                               | 2449                                               | 3118                                               | 3661                                               | 4199                                               | 4568                                               | 4174                                               | 3758                                               | 3505                                               |
| Jahr                                               | 1900                                               | 1910                                               | 1920                                               | 1930                                               | 1940                                               | 1950                                               | 1960                                               | 1970                                               | 1980                                               | 1990                                               |
| Einwohner                                          | 3145                                               | 2656                                               | 2421                                               | 2311                                               | 2497                                               | 2536                                               | 2882                                               | 3146                                               | 3985                                               | 4601                                               |
| Jahr                                               | 2000                                               | 2010                                               | 2020                                               | 2030                                               | 2040                                               | 2050                                               | 2060                                               | 2070                                               | 2080                                               | 2090                                               |
| Einwohner                                          | 4916                                               | 5075                                               | 5154                                               |                                                    |                                                    |                                                    |                                                    |                                                    |                                                    |                                                    |

## Kultur und Sehenswürdigkeiten

### Bauwerke
In Waldoboro wurden mehrere Bauwerke und eine archäologische Stätte unter Denkmalschutz gestellt und ins National Register of Historic Places aufgenommen. Der Standort der archäologischen Stätte wird nicht bekannt gegeben.
- German Church and Cemetery, 1970 unter der Register-Nr. 70000050.[9]
- Hutchins House, 1982 unter der Register-Nr. 82000769.[10]
- Godfrey Ludwig House, 1980 unter der Register-Nr. 80000238.[11]
- U.S. Customhouse and Post Office, 1974 unter der Register-Nr. 74000180.[12]
- Waldo Theatre, 1986 unter der Register-Nr. 86002434.[13]
- Waldoborough Town Pound, 1976 unter der Register-Nr. 76000103.[14]
- Wetherill Site, 1992 unter der Register-Nr. 92001709.[15]

## Wirtschaft und Infrastruktur

### Verkehr
Der U.S. Highway 1 verläuft in westöstlicher Richtung durch Waldoboro. In nordsüdlicher Richtung verlaufen die Maine State Route 32 und die Maine State Route 220.

### Öffentliche Einrichtungen
In Waldoboro befindet sich ein Krankenhaus, welches auch den Bewohnern der umliegenden Towns zur Verfügung steht. Weitere Einrichtungen befinden sich in Damariscotta.
In Waldoboro befindet sich die Waldoboro Public Library in der Main Street.

### Bildung
Waldoboro gehört zusammen mit Friendship, Union, Warren und Washington zur Regional School Unit 40.
Im Schulbezirk werden mehrere Schulen angeboten:
- Friendship Village School; Schulklassen Kindergarten bis 6. Schuljahr, in Friendship
- Miller School; Schulklassen Pre-Kindergarten bis 6. Schuljahr, in Union
- Union Elementary School; Schulklassen Pre-Kindergarten bis 6. Schuljahr, in Union
- Prescott Memorial School; Schulklassen Kindergarten bis 6. Schuljahr, in Waldoboro
- Warren Community School; Schulklassen Pre-Kindergarten bis 5. Schuljahr, in Warren
- Medomak Middle School; Schulklassen 7–8, in Waldoboro
- Medomak Valley High School; Schulklassen 9–12, in Waldoboro
- Rivers Alternative Middle School, in Union

## Persönlichkeiten

### Söhne und Töchter der Stadt
- Elmer E. Newbert (1861–1939), Politiker und Maine State Treasurer
- Isaac Reed (1809–1887), Politiker
- Conrad Heyer (1749–1856), Soldat im amerikanischen Unabhängigkeitskrieg, am frühsten geborene Person die je fotografiert wurde

### Persönlichkeiten, die vor Ort gewirkt haben
- Benjamin Brown (1756–1831), Politiker
- Ezra B. French (1810–1880), Politiker
- Alden Jackson (1810–1877), Politiker und Secretary of State von Maine